# موریس پرن
موریس پرن (فرانسوی: Maurice Perrin‎; ۲۶ اکتبر ۱۹۱۱ – ۲ ژانویهٔ ۱۹۹۲) دوچرخه‌سوار اهل فرانسه بود.
وی در مسابقات کشوری و بین‌المللی در مجموع برندهٔ ۱ مدال طلا شده‌است.